# Tessmannianthus carinatus
Tessmannianthus carinatus är en tvåhjärtbladig växtart som beskrevs av Frank Almeda. Tessmannianthus carinatus ingår i släktet Tessmannianthus och familjen Melastomataceae. IUCN kategoriserar arten globalt som akut hotad.
Artens utbredningsområde är Panamá. Inga underarter finns listade i Catalogue of Life.